# Chess (Band)
Chess war ein Disco-Trio aus Deutschland, das 1992 gegründet wurde.

## Geschichte
Es bestand aus den Brüdern Frank und Christian Berman und dem Sänger Kena, der später unter seinem vollen Namen Kena Amoa als Fernsehmoderator bekannt wurde.
Die drei Musiker hatten 1993 einen Charterfolg mit If You Leave Me Now, einer Coverversion des Chicago-Hits von 1976. Die zweite Single I Need You (Curious Love) fand lediglich in Diskotheken Beachtung. Nachdem 1993 auch Follow You erfolglos geblieben war, war das Projekt beendet.

## Diskografie
Singles
- 1992: If You Leave Me Now (Hansa)
- 1993: I Need You (Curious Love) (Hansa)
- 1993: Follow You (Hansa)